# Bezirk Lubāna
Der Bezirk Lubāna (Lubānas novads) war ein Bezirk im Osten von Lettland.

## Bevölkerung
Die Kleinstadt Lubāna war der Sitz der Verwaltung des gleichnamigen Bezirks, dem auch die Gemeinde Indrāni angehörte. Im Jahr 2010 waren 2851 Einwohner im Bezirk gemeldet, 2020 waren es nur noch 2148.